# Национальный центр ядерных исследований (Польша)
Национальный центр ядерных исследований (пол. Narodowe Centrum Badań Jądrowych, NCBJ) — польская исследовательская организация.
Образован в 2011 году постановлением правительства путём объединения двух существовавших ранее организаций: Института атомной энергии и Института ядерных проблем. Главный корпус и четыре научно-исследовательских завода располагаются в городе Отвоцк в 30 км от центра Варшавы, один частично в Варшаве и Лодзи. Число сотрудников около тысячи человек. 
В центре располагается единственный в Польше исследовательский ядерный реактор Мария. Производятся изотопные препараты для медицины и других целей.